# 伊歐
伊歐（英語：Eorl the Young）是英國作家托爾金奇幻小說中土大陸的虛構角色，他是伊歐西歐德的君王（第三紀元2501年—第三紀元2510年）及首任洛汗國王（第三紀元2510年—第三紀元2545年），亦是伊歐家族的創建者。

## 生平
伊歐是伊歐西歐德北方人分支領袖李歐德（Léod）的兒子，他們聚居在朗威爾河（Langwell）和灰林河（Greylin）附近。李歐德在嘗試馴服駿馬費樂羅夫（Felaróf）時被摔死，而伊歐卻成功馴服了費樂羅夫。
伊歐統治期間最為人知的功績是率軍參與凱勒布蘭特平原之戰（Battle of the Field of Celebrant），援助剛鐸，擊敗了從北方入侵的半獸人與東方人（Easterlings）大軍，被視為英雄。剛鐸攝政王西瑞安（Cirion）將卡蘭納宏賜給伊歐及他的子民。伊歐帶領他的子民來到這個巨大的草原，成為首任洛汗國王，並向西瑞安發表伊歐誓言，兩國永結同盟。
伊歐在奧德博格（Aldburg）建立了首府，該處一直為洛汗的首都，直到後來遷都至伊多拉斯。
伊歐得到「年少」的名號，這是因為他在十六歲時已開始他的統治，在他的統治時期一直保持著年輕的形象。
洛汗人自稱為艾利剛（Eorlingas），伊歐的兒子。
伊歐在對抗東方人的戰事裡戰死，其子布理哥接替洛汗國王之位。